# Bezděkov (kraj pardubicki)
Bezděkov – wieś i gmina w Czechach, w powiecie Pardubice, w kraju pardubickim.
1 stycznia 2017 gminę zamieszkiwało 298 osób, a ich średni wiek wynosił 40,5 roku.